# Luís Antônio Vieira da Silva
Luís Antônio Vieira da Silva, Visconde de Vieira da Silva (Fortaleza, 2 de outubro de 1828 — Rio de Janeiro, 3 de novembro de 1889), foi um advogado, banqueiro e político brasileiro. Foi deputado provincial, deputado geral, presidente de província, ministro e conselheiro de Estado e senador do Império do Brasil de 1871 a 1889. presidente da província do Piauí, de 6 de dezembro de 1869 a 9 de abril de 1870 e de 22 de abril a 7 de maio de 1870.

## Biografia
Filho de Joaquim Vieira da Silva e Sousa, então ouvidor-geral do Ceará, (futuro ministro do Supremo Tribunal de Justiça) e de Colomba de Santo Antônio Gaioso. Eram seus pais primos entre si, oriundos de famílias da elite do Maranhão.
Iniciou seus estudos na Corte, sendo posteriormente mandado à Alemanha, onde se graduou em direito civil pela Universidade de Heidelberg, em 20 de abril de 1849.
De volta ao Brasil, em 1850, seu primeiro emprego foi de secretário da província do Maranhão, na administração do presidente Manuel de Sousa Pinto de Magalhães, continuando no cargo nas gerências subsequentes de Antônio Cândido da Cruz Machado e de José Joaquim Teixeira Belfort, encerrando seu termo na administração de Manuel Gomes da Silva Belfort, passando o cargo para Francisco Batista da Cunha Madeira.
Advogado conceituado, no entanto, esquivava-se sempre de exercitar a profissão, visto que seu pai era desembargador do tribunal da relação da província.
Ainda na esfera da administração pública provincial, exerceu os cargos de procurador da fazenda e, em seguida, de diretor da divisão de terras públicas, pedindo dispensa deste por ser eleito deputado provincial, em 1860. Nesta legislatura, foi escolhido por seus colegas para presidir a Assembleia. Todavia, antes de terminar o biênio, foi eleito deputado geral à Câmara Temporária. Dissolvida a assembleia, em 1863, conseguiu reeleger-se, com expressiva margem de votos, para a legislatura de 1867 a 1873. No interstício da sessão parlamentar de 1869-1870, foi nomeado pelo Imperador para o cargo de presidente da província do Piauí.

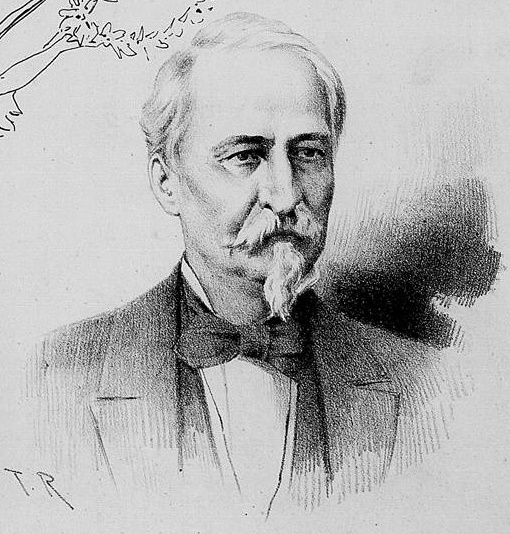
Visconde de Vieira da Silva, senador do Império

Morto o senador Francisco José Furtado, em 23 de julho de 1870, concorreu à vaga deixada por este, designado oficialmente por carta imperial de 13 de maio de 1871. Concorreram igualmente à vaga: Joaquim José de Campos da Costa Medeiros e Albuquerque, os desembargadores José Mariani e Manuel de Cerqueira Pinto, e o Barão de Anajatuba. Tomou posse seis dias depois e exerceu o cargo até quase o fim do regime monárquico, pois veio a falecer poucos dias antes da proclamação da república.
Em 1883, estando no poder o Partido Liberal, foi nomeado conselheiro de Estado extraordinário, passando depois a conselheiro ordinário. Ao organizar-se o gabinete de João Alfredo Correia de Oliveira, foi incumbido da pasta da Marinha, mas seu estado de saúde, já então precário, não lhe permitiu ficar por muito tempo à frente dos negócios (ver Gabinete João Alfredo)
Foi agraciado com o título de visconde com grandeza em 5 de janeiro de 1899. Foi também grão-mestre da Maçonaria Brasileira (a partir de 1855 até sua morte), fidalgo cavaleiro da Casa Imperial e cavaleiro da Imperial Ordem da Rosa.
Faleceu aos 75 anos e seu corpo foi sepultado no Cemitério do Caju. Deixou viúva Maria Gertrudes da Mota de Azevedo Correia (1836 - 1911), com quem se casara em São Luís do Maranhão, em 20 de abril de 1855. Eles tiveram cinco filhos, entre os quais, Raimundo José Vieira da Silva. Anteriormente, fora casado com sua prima Maria Gertrudes Gomes de Sousa, irmã de Joaquim Gomes de Sousa, de 1851 a 1853.